# Elida (Ohio)
Elida è un villaggio degli Stati Uniti d'America, situato nello stato dell'Ohio, nella contea di Allen.